# ストイカ・クラステバ
ストイカ・クラステバ（ブルガリア語: Стойка Кръстева、英語: Stoyka Krasteva、1985年9月18日 - ）は、ブルガリアの元女子アマチュアボクシング選手である。旧姓ペトロワ（Petrova）。2020年東京オリンピック女子フライ級金メダリスト。ドブリチ出身。

## 来歴
2012年ロンドンオリンピックにフライ級でブルガリア初の女子ボクシング出場を果たすが、準々決勝でイギリスのニコラ・アダムズに7–16で敗れる。
2018年に一度引退するが、2020年に復帰。
2021年、2020年東京オリンピックにフライ級で出場し、準決勝で日本の並木月海を破り、決勝戦でトルコのブセ・ナズ・カキログルに5-0で勝利し、ブルガリアでは1996年のダニエル・ペトロフ以来25年ぶりとなるオリンピックボクシングの金メダルを獲得。